# 町井友之丞
町井 友之丞（まちい とものじょう、? - 寛政10年12月19日（1799年1月24日））は、江戸時代中後期の一揆指導者。

## 経歴・人物
伊勢国一志郡谷杣村（現：三重県津市榊原町）の庄屋組合頭。
第9代津藩主藤堂高嶷時代の郡奉行茨木重謙の厳しい政策に反対し、寛政8年12月26日（1797年1月23日）農民約3万人が蜂起した津藩寛政一揆（安濃津地割騒動）の指導者を務めた。
一揆の結果、郡奉行重謙は職を免じられ蟄居、農民側の友之丞ら庄屋3名は打ち首獄門となった。墓所は海泉寺。